# 西北农民银行
西北农民银行是晋绥边区政府从1940年至1949年开办的发钞银行。所发钞票称为“西北农民币”，简称“西农币”、“农币”。

## 历史
1937年9月，八路军第120师进入晋西北，当时货币种类繁多，阎锡山在山西滥发晋钞，晋西北区党委决定建立自己的发钞银行。北方局书记刘少奇派秘密党员刘少白由太原返回兴县负责银行筹建。刘少白带头拿出全部家产，开明士绅牛友兰等人多方凑足了准备金6万余银元、粮食700余石。其中牛友兰个人捐出2.3万银圆、150石粮食。1937年11月把银行命名为“兴县农民银行”并任经理。1938年6月兴县农民银行发行货币“兴农币”10万元用于军政开支。1938年6月，刘少白前往西安采购印钞纸途经延安，受到中共领导人的接见。毛泽东在《关于民族资产阶级和开明绅士问题》一文中写道：“晋绥边区的刘少白……在抗日战争和抗日战争以后的困难时期内，曾经给我们以相当的帮助。”
“晋西事变”后经中共中央和晋西区党委批准，1940年5月10日以筹集的银洋和兴县农民银行积累的300万元法币为准备基金，扩建成立西北农民银行。
1947年3月胡宗南部进攻延安，陕甘宁边区银行疏散到临县。1947年10月贺龙、习仲勋主持召开的临县沙垣村西北局政务会议，决定两边区银行合并为西北农业银行。1947年11月23日陕甘宁晋绥联防军区司令部根据西北局的拟议和西北财经办事处《关于统一两边区财经工作方案》，在陕甘宁边区政府与晋绥边区行政公署同意后，发布了统一两边区货币、合并两边区银行贸易机构的布告，宣布陕甘宁边区银行与晋绥边区西北农民银行合并，称西北农民银行。西北农民银行与西北贸易公司组织上也合二为一。合并后，陕甘宁边区银行币停止发行，西北农民银行西农币成为整个西北解放区的统一本位币。1948年1月陕甘宁边区银行与晋绥边区西北农民银行正式合并，下设河东总分行与河西总分行，其中河西总分行与总行为一个机构。陕甘宁边区银行以边区贸易公司名义发行的“商业流通券”（“盐票”）停止印刷逐步收回。券币与西农币按照1比1兑换。
1949年2月21日，中国人民银行总行同陕甘宁边区政府商定，把西北农民银行总行改组为中国人民银行西北区行，其下属机构也相应改为中国人民银行的分行或支行，并任命黄亚光为西北区行的行长。1949年4月15日，中国人民银行西北区行正式成立，西北农民银行也完成了它的历史使命，按2000元西农币折合人民币一元的比价开始收兑，1950年后退出流通。 